# Digama piepersiana
Digama piepersiana là một loài bướm đêm thuộc phân họ Arctiinae, họ Erebidae.